# Tiberius Iulius Aquilinus

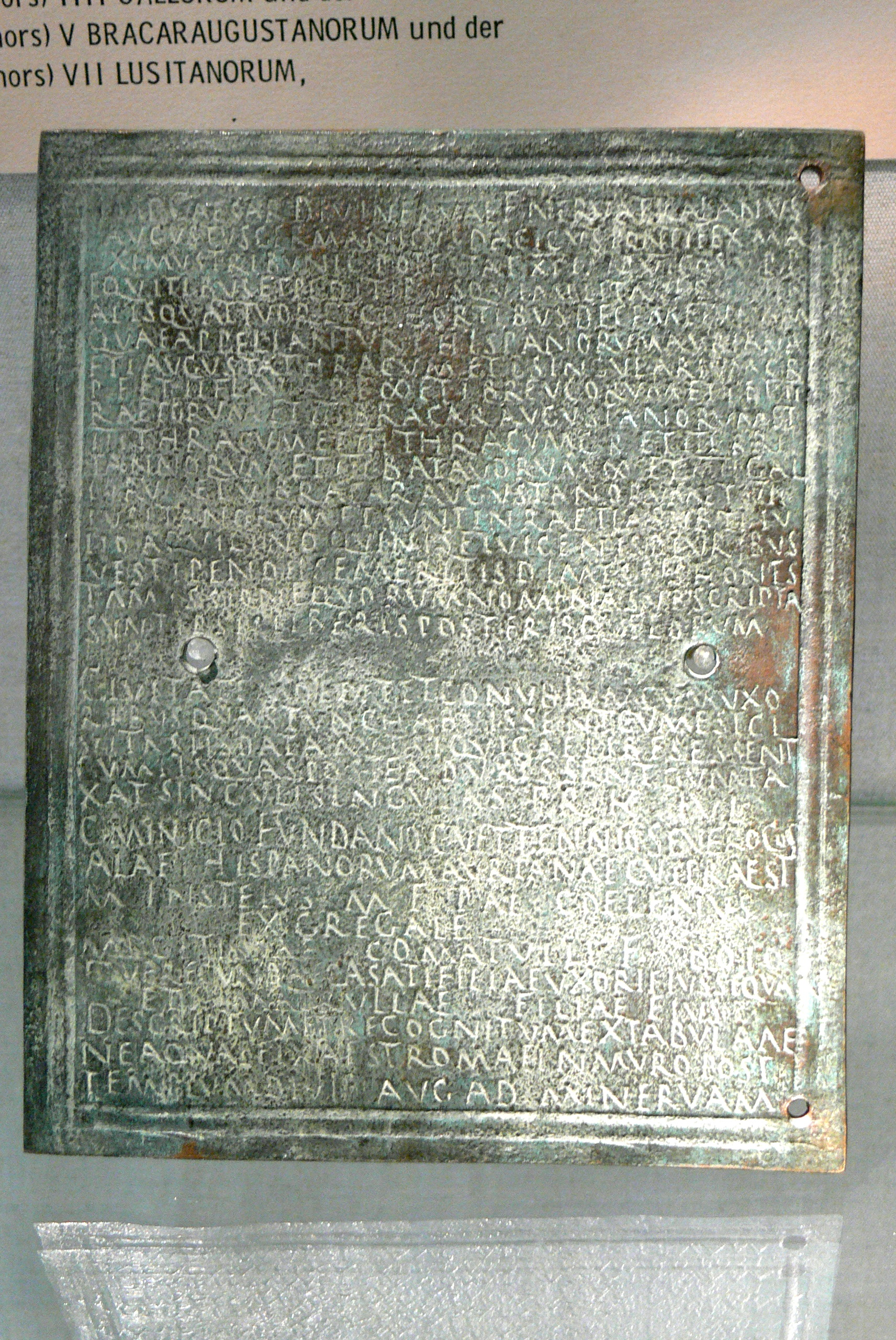
Das Militärdiplom vom 30. Juni 107 n. Chr.

Tiberius Iulius Aquilinus war ein im 1. und 2. Jahrhundert n. Chr. lebender Angehöriger des römischen Ritterstandes (Eques).
Durch ein auf den 30. Juni 107 datiertes Militärdiplom ist belegt, dass Aquilinus 107 Statthalter der Provinz Raetia war. Möglicherweise war Iulius Aqui[?], Statthalter der Provinz Lycia et Pamphylia im Jahr 141, sein Sohn.